# Winthropův ledovec

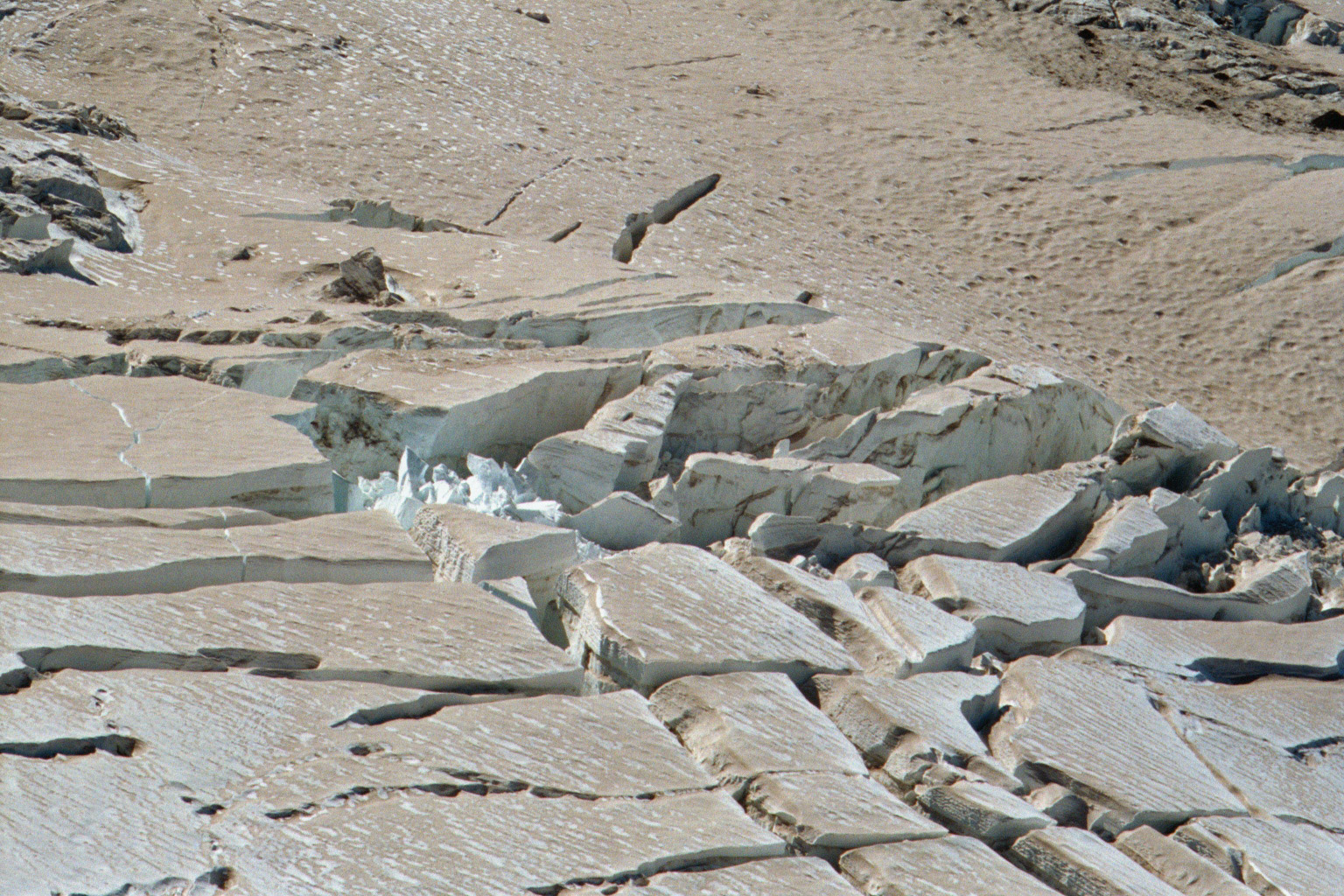
Ledovec ve výšce 3 tisíce metrů nad mořem

Winthropův ledovec patří mezi největší ledovce na hoře Mount Rainier v americkém státě Washington, konkrétně na jejím severovýchodním svahu. Své jméno nese po Theodoru Winthropovi, jeho rozloha činí 9,1 km2 a objem až 523 milionů m3. Ledovec dosahuje samotného vrcholu hory ve výšce 4400 metrů nad mořem, odkud klesá severovýchodním směrem po drsném svahu hory. Až k místě zvaném Špička parníku je přímo spojen s Emmonsovým ledovcem, který pak směřuje více na východ. S rovnějším terénem pokrývá ledovec více a více skal a v nadmořské výšce 1500 metrů, na území lesa, končí. Ledovec je pramenem Bílé řeky.
Jedná se o jeden ze čtyř místních ledovců, které v minulosti vypustily proudy sutin. Dalšími jsou Nisquallyjský ledovec, Kautzův ledovec a Jižní Tahomský ledovec.